# Баселак
Баселак — пресноводное озеро в Красноярском крае России, располагается на самом севере Эвенкийского района.
Озеро Баселак имеет удлинённую форму, вытянувшись с юго-запада на северо-восток, и находится на высоте 597 м над уровнем моря, занимая межгорную ложбину в северо-восточной части плато Путорана, в правобережье верхнего течения реки Аякли. Его площадь составляет 13,7 км², площадь водосборного бассейна — 47,8 км². Длина озера около 14,8 км, ширина варьируется от 270 м в самой узкой средней части до 1,3 км на юго-западе. На северо-востоке из озера вытекает река Амбардах, относящаяся к бассейну моря Лаптевых. В озеро впадает множество небольших рек и ручьёв: Исынгдэ, Урэмэ, Урумкун и другие.
Берега крутые, покрытые тундрой, на юго-востоке возвышается гора Баселак высотой 1236 м.
Озеро богато рыбой, в нём обитают вида гольца, окунь, нельма, муксун, ряпушка, корюшка и пелядь. Кроме того, близ озера обнаружен эндемичный для Средней Сибири вид — остролодочник путоранский (Oxytropis putoranica).
Код водного объекта в государственном водном реестре — 17040100111117600001110.